# Гробниця Данте

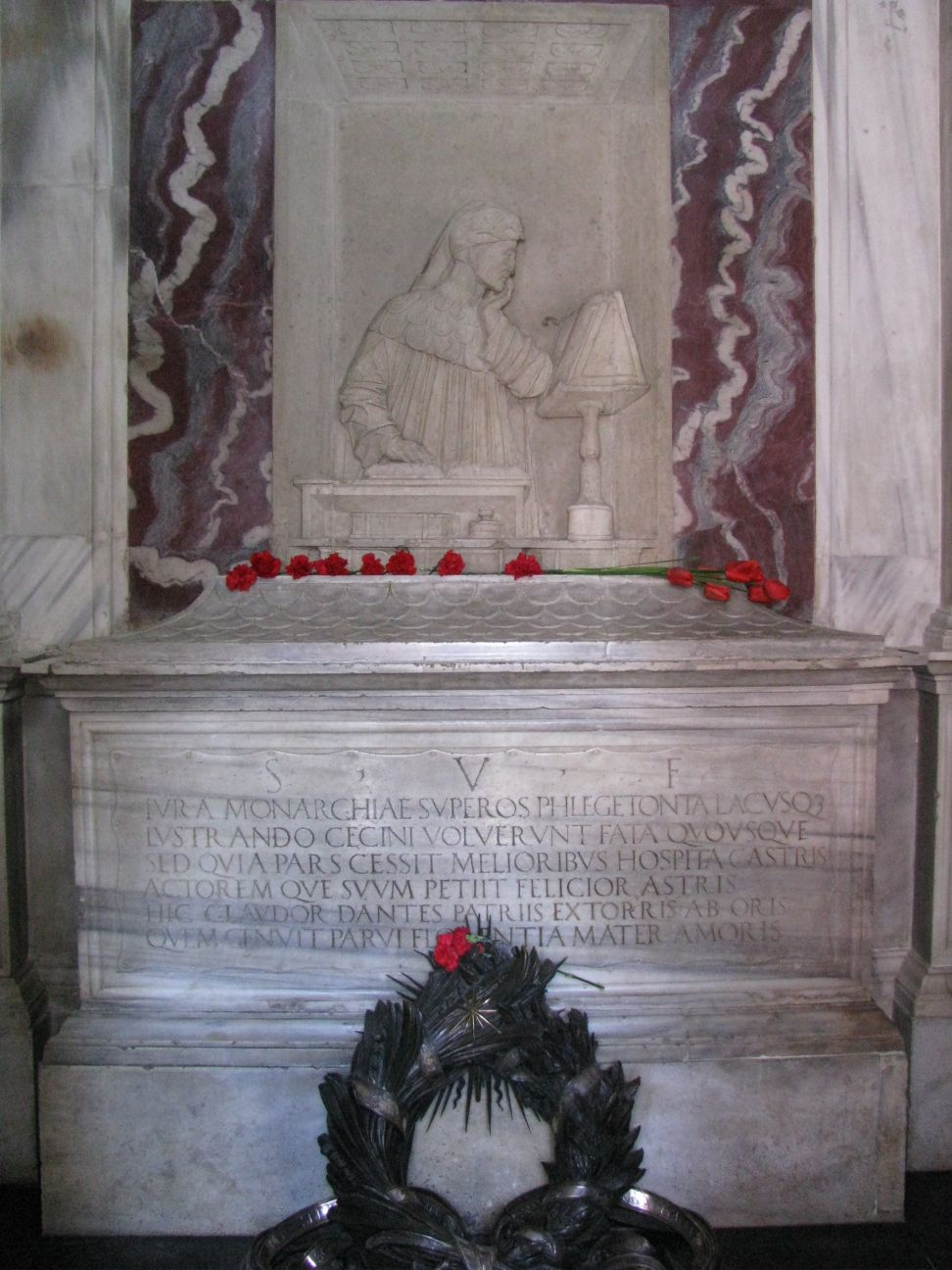
Барельєф і саркофаг Данте.

Гробниця Данте (італ. Tomba di Dante) — пам'ятник в центрі Равенни (Італія), в місті, де поет Данте Аліг'єрі провів останні роки свого життя і помер в 1321 році. Побудований в 1780 році за проектом архітектора Камілло Моріджа.

## Історія поховання Данте
Данте, який помер в 1321 році від малярії в Равенні, був похований біля дороги перед клуатром церкви Сан-Франческо. Покровитель поета Гвідо Новелло да Полента планував побудувати для нього пишну усипальницю, але, втративши владу в місті, свій проект не здійснив. У 1483 році подеста Равенни Бернардо Бембо переніс поховання Данте в західну частину клуатра, також на його замовлення скульптор П'єтро Ломбардо виконав саркофаг і барельєф поета.
У 1519 році на прохання Мікеланджело папа Лев X дозволив перенесення праху Данте до Флоренції, проте коли труна була привезена до міста, вона виявилась порожньою. У базиліці Санта-Кроче був влаштований кенотаф, проте пізніше з'ясувалося, що монахи францисканці з Равенни, не бажаючи розлучатися з прахом поета, пробили стіну саркофага і викрали його рештки, які таємно були поховані у францисканському монастирі в Сієнцо. У 1677 році прах поета помістили до дерев'яної раки.
Власне Гробницю Данте у Равенні звів у 1780 році італійський архітектор Камілло Моріджа на замовлення папського легата Луїджі Валенті Гонзага, герб якого розміщений над входом.
Через секуляризацію церковної власності, проведену Наполеоном, після 1810 року монахи залишили монастир в Сієнцо, а труну з прахом Данте заховали під портиком Браччофорте поруч із Гробницею Данте в Равенні. Її виявили в 1865 році під час ремонту території, прилеглої до церкви Сан-Франческо. Знайдений дерев'яний короб упізнали за епітафією, вирізаною в 1677 році Антоніо Санті. Після цього рештки були перенесені до Гробниці.
Під час Другої світової війни, коли місто бомбардували, саркофаг Данте вилучали з Гробниці. Місце, де переховували саркофаг, нині відзначене меморіальною дошкою.

## Гробниця Данте
Гробниця побудована в стилі класицизму. Всередині знаходиться саркофаг і над ним барельєф з портретом Данте, виготовлені в 1483 році скульптором П'єтро Ломбарді за вказівкою Бернардо Бембо. Саркофаг прикрашений латинською епітафією, написаною в 1366 році Бернардо Каначчо.
|  | Права государя, небеса, води Флегетонта, я оспівував, йдучи своїм земним шляхом. Тепер душа моя пішла у кращий світ і блаженствує, споглядаючи серед світил свого Творця. Тут спочиваю я, Данте, вигнаний з батьківщини, рідної Флоренції, мало люблячої матері.Оригінальний текст (лат.) Iura monarchie superos Phlaegetonta lacusque / lustrando cecini fata volverunt quousque sed quia pars cessit melioribus hospita castris / actoremque suum petiit felicior astris hic claudor Dantes patriis extorris ab oris / quem genuit parvi Florentia mater amoris |

Барельєф був перенесений з поховання Данте у церкві Сан-Франческо. Над ним розташовується позолочений хрест, встановлений в 1965 році до 700-річчя Данте за дорученням папи Павла VI. На підлозі в центрі мавзолею знаходиться бронзовий вінок, покладений в 1921 році від італійської армії. Зі стелі звисає лампада, її заправляють олією з Флоренції, яку привозять до Равенни щорічно у вересні, коли в місті проходить «Місяць Данте».